# Одинадцятий Доктор
Одинадцятий Доктор — дванадцяте втілення вигаданого персонажа Доктора з британського науково-фантастичного телесеріалу Доктор Хто, оскільки втілення після Восьмого Доктора звалося Воїн, а Десятий Доктор здійснив регенерацію двічі. Його з 1 січня 2010 року почав грати Метт Сміт, проте першим його повним епізодом став епізод «Одинадцята година». Остання його поява відбулася 25 грудня 2013 року в епізоді «Час Доктора». Загалом Одинадцятий Доктор став героєм 44 епізодів.

## Кастинг
Розмови про те, хто ж стане новим Доктором розпочалися 28 червня 2008 року, коли вийшов передостанній епізод четвертого сезону «Вкрадена Земля», наприкінці якого Доктора було смертельно поранено і він почав регенерацію. Відсутність звичного трейлера після титрів дала поштовх до дискусій і спричинила неймовірно високий рейтинг наступної серії. Серед кандидатів на роль Доктора називали Кетрін Тейт, яка на той момент грала Донну Ноубл, Роберта Карлайла, Джейсона Стейтема, Алана Девіса і Джеймса Несбіта.
А 29 жовтня того ж року Девід Теннант офіційно оголосив, що залишає серіал. Він це пояснював тим, що чотирьох років, протягом яких він грав Доктора, цілком достатньо. А ще таким чином Девід хотів полегшити перехід серіалу під керівництво Стівена Моффата. Згодом ВВС оголосила, що фаворитом на роль Доктора є Патерсон Джозеф, який уже з'являвся в епізодах «Злий вовк» і «Роздоріжжя». Слідом за ним розглядалася кандидатура Девіда Моррісі, який зіграв у різдвяному спецвипуску «Наступний Доктор». Іншими кандидатами були Шон Пертві — син актора, який зіграв Третього Доктора, і Джеймс МакЕвой.
Виконавчий продюсер серіалу Стівен Моффат про кастинг Сміта.

Карен Гілан в образі Емі Понд
і Метт Сміт в образі
Одинадцятого Доктора (2009)

26-річний Метт Сміт став наймолодшим актором, який будь-коли виконував роль Доктора. Він на три роки молодший, ніж був Пітер Девісон, коли починав грати П'ятого Доктора. Він був одним із перших, хто прийшов на прослуховування, і його одразу ж затвердили на роль. Творцям серіалу закидали те, що такий юний актор не зможе як слід розкрити образ Доктора. Із прихильниками Доктора Хто погоджувався і голова ВВС—Уельс Пірс Венгер, проте він зазначав, що Сміт досить талановитий і зможе впоратися з таким складним завданням. На такі слова відреагував і сам актор: «Грати Доктора для мене велика честь і неабияке випробування, проте я постарюся з ним упоратись».

## Біографія
Зазнавши серйозних ушкоджень під час битви із Володарями Часу, а також поглинувши багато радіації, щоб урятувати Вілфреда Мотта, Десятий Доктор був змушений регенерувати в Одинадцятого. Перш ніж зробити це, він відвідав усіх своїх попередніх супутників. Одразу після регенерації через довге волосся новий Доктор запанікував, що може бути дівчиною, але згодом почав керувати своєю ТАРДІС, і з новим фірмовим вигуком «Джеронімо!» вирушив на пошуки пригод.

## Супутники
Першою супутницею нового Доктора стала Емі Понд у виконанні Карен Гіллан. Карен також уже брала участь у серіалі — вона знялася в епізоді «Вогні Помпеї». До 6 сезону постійним супутником Доктора стає хлопець, а в 6 сезоні чоловік Емі - Рорі Вільямс(Артур Дарвіл). Нерегулярною супутницею Доктора стає Рівер Сонг - людина з майбутнього Доктора, яка подорожує в часі у протилежному напрямку відносно подорожей Доктора. Її особистість розкривається у 6 сезоні після серії «Хороша людина йде на війну»
Після втрати Пондів у серії «Янголи захоплюють Манхеттен» в серії «Сніговики» з'являється Клара Освін Освальд, яку Доктор вже зустрічав, а в серії «Дзвони святого Іоанна» Доктор зустрічає «оригінальну» Клару Освальд у 21 столітті. В цій же серії вона стає його постійною супутницею.

## Постать

### Імідж
Одразу після регенерації, оцінюючи свою нову зовнішність, Доктор каже: «Я знову не рудий!» Це натяк не те, що у серії «Різдвяне вторгнення» Десятий Доктор повідомив, що завжди хотів бути рудим.
Костюм Одинадцятого Доктора складається із коричневого твідового жакета, рожевої сорочки, темно-коричневих підтяжок, краватки-метелика, підкочених штанів і чорних черевиків.
Фірмова фраза: «Джеронімо!». Також цей Доктор часто повторює, що «метелики — це круто», бо сам він носить краватку-метелик і дуже любить цей елемент свого костюму.